# Kråkenes fyr
Kråkenes Fyr (norwegisch: Kråkenes fyrstasjon) ist ein Leuchtturm auf der Insel Vågsøy in der norwegischen Provinz Vestland.

## Geschichte

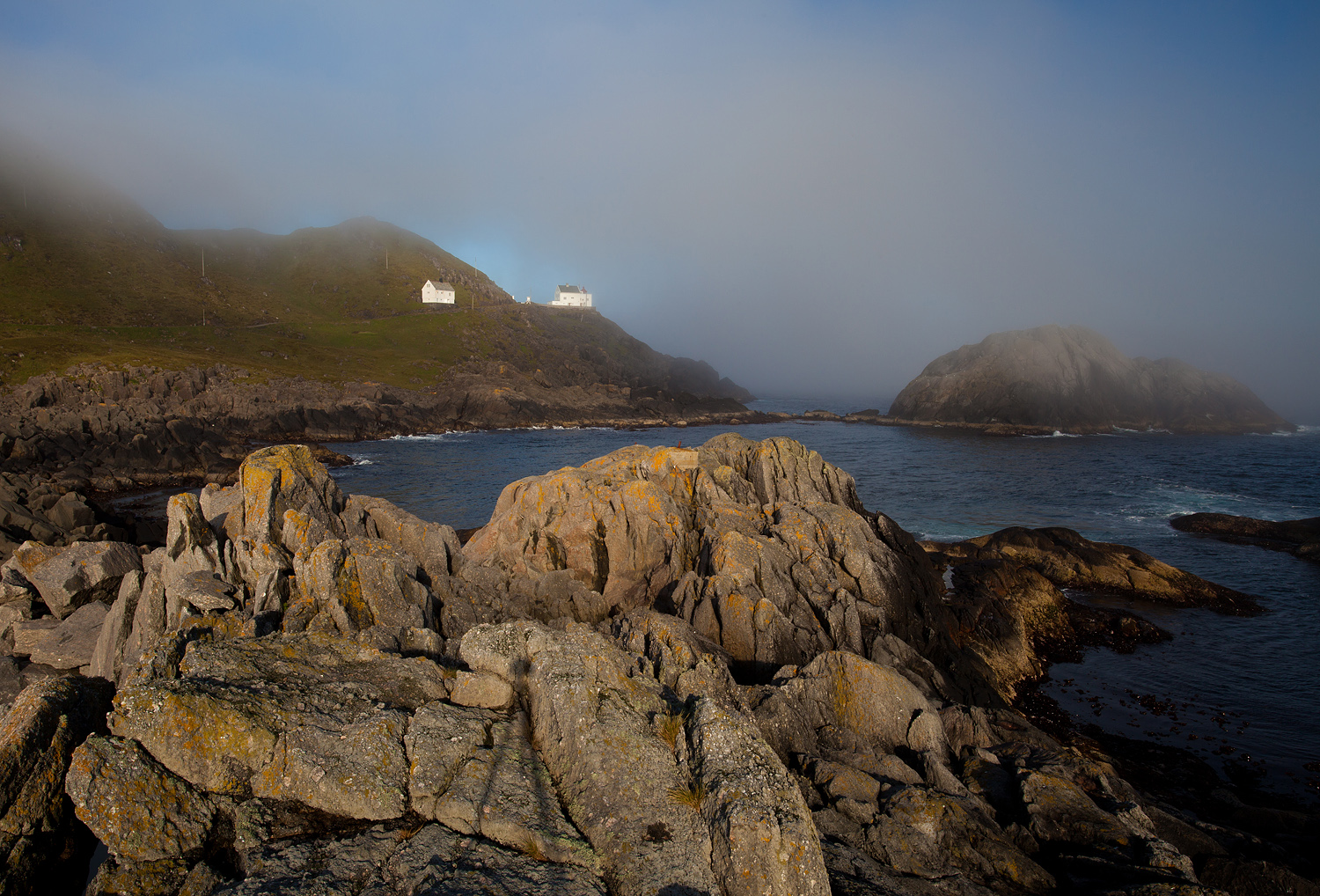
Haupthaus (rechts) und Sturmhaus (links)

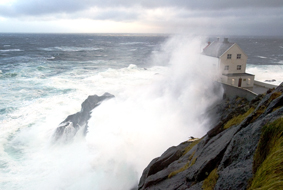
Stürmisches Wetter am Kråkenes Fyr (Dezember 2004)

Der erste Leuchtturm wurde 1906 auf dem nordwestlichen Kap der Insel errichtet. Er wurde 1945 nach einem alliierten Luftangriff durch ein Feuer zerstört und 1950 wieder aufgebaut. Die Station steht 42,5 m über dem Meeresspiegel und besteht aus einem hölzernen Haupthaus, dem ehemaligen Wärterhaus, mit dem an der Seeseite angebauten 10 m hohen Leuchtturm, einer Wetterstation und einem etwas abseits und geschützt liegenden Sturmhaus. Das Leuchtfeuer wurde 1986 automatisiert. Es strahlt weiß, rot und grün, je nach Himmelsrichtung, blinkt alle 6 Sekunden und ist auf eine Entfernung von 12,8 Seemeilen sichtbar.

## Touristische Nutzung
Die Anlage wird heute auch touristisch genutzt. Im Haupthaus befinden sich ein Restaurant, ein Café, ein Souvenirladen und eine Hochzeitssuite. Das Sturmhaus hat fünf Doppelzimmer und ist von März bis Oktober für Übernachtungen geöffnet.